# Narthecusa zerenaria
Narthecusa zerenaria là một loài bướm đêm trong họ Geometridae.